# Біршогир
Біршоги́р (каз. Біршоғыр) — село у складі Шалкарського району Актюбінської області Казахстану. Адміністративний центр Бершугірського сільського округу.
У радянські часи село називалось Берчогур.
Населення — 1168 осіб (2021; 1370 у 2009, 1491 у 1999, 1646 у 1989).